# 第二代巴尔的摩男爵塞西尔·卡尔弗特
第二代巴尔的摩男爵塞西尔·卡尔弗特（英語： 1605年8月8日—1675年11月30日）英格兰贵族，英国殖民地马里兰省第一任所有者，统治巴尔的摩42年，纽芬兰殖民地第九任总督，阿瓦隆殖民地第二任总督，罗马天主教徒。美国城市巴爾的摩和塞西尔县以他的名字命名。

## 早期生活及教育
卡爾弗特於 1605 年 8 月 8 日出生於英國肯特郡，父親佐治·卡爾弗特是一位年輕的英國律師，也是國王詹士一世的國務大臣薛韶伯爵 (1563–1612) 的助手，佐治·卡爾弗特為了紀念他的上司，為他改名作「薛韶」。  他的母親是安娜邁（英語：Anne Mynne/Mayne）， 而他則是她最大的兒子。當時，他的父親迫於順從壓力，所有孩子都受洗加入了英國聖公會。
卡爾弗特於 1621 年進入牛津大學三一學院，他的母親則於次年去世。 1625 年，他的父親喬治·卡爾弗特被封為愛爾蘭貴族——朗福德郡巴爾的摩的第一代巴爾的摩男爵，但這並沒有讓他在上議院擁有一席之地。 同年他正式皈依羅馬天主教，他的孩子很可能跟隨了他。
1628 年，卡爾弗特陪同他的父親以及差不多所有兄弟姐妹和繼母前往新定居地紐芬蘭殖民地。殖民事業因疾病、極度寒冷和法國人的襲擊而失敗，全家因而返回英格蘭。
卡爾弗特的父親於 1632 年 4 月去世，他繼任第二任巴爾的摩男爵。1633 年 8 月 8 日，新任巴爾的摩男爵被格雷律師學院任命為大律師。

## 馬里蘭殖民地定居

### 馬里蘭特許權
在他父親佐治於 1632 年 4 月去世後不久，當時已經是巴爾的摩男爵的薛韶，從國王查理一世那裡獲得了馬里蘭新殖民地的特許權，該殖民地以王后亨麗埃塔·瑪麗亞（國王查理一世的妻子）的名字命名。佐治長期以來一直尋求特許狀，在大西洋中部地區建立一個殖民地，以作為英國羅馬天主教徒的避難所。最初的撥款包括切薩皮克灣西岸，南至波托馬克河和整個東岸（後來稱為德爾馬瓦半島）。
當王室意識到來自維珍尼亞的定居者已經越過海灣，開始在他們東岸的南端定居時，對撥款進行了修改，令東岸僅至一條從波托馬克河口向東以南（包括未來的特拉華州）的線。修改完成後，最終特許權於 1632 年 6 月 20 日得到確認。第二代巴爾的摩男爵的繼承人和佩恩家族及後在賓夕法尼亞-卡爾弗特邊界爭端中對該特許權進行了激烈的辯論。
巴爾的摩特許權是從國王合法租來土地，而費用則是所有發現的金銀之五分一，並且每年復活節都會向溫莎的皇家城堡運送兩支美洲原住民箭。 特許權將馬里蘭確立為特權領特權領，賦予巴爾的摩及其後裔幾乎與獨立國家同等的權利，包括發動戰爭、徵稅和建立殖民地貴族的權利。 在權利上，特許權是有利於領主的。
維珍尼亞殖民地在英格蘭的支持者反對特許權，因為他們對在北方建立具競爭的殖民地興趣不大。 巴爾的摩沒有親自前往殖民地，而是留在英格蘭應對政治威脅，並派二弟倫納德代替他。因此他從未去過馬里蘭。
在準備遠征的同時，巴爾的摩正忙於在英格蘭捍衛 1632 年特許權免受維珍尼亞公司前成員的侵害。他們試圖恢復原本囊括整個新馬里蘭殖民地的特許權，因為它列明該殖民地以前是包含在維珍尼亞一部分的領地內。 多年來，他們一直以非正式的方式，試圖阻止建立另一個殖民地，他們第一個正式投訴是在 1633 年 7 月向「外地墾殖事務卿相委員會」（Lords of Trade and Plantations）提出的。 訴狀指，馬里蘭並非如其特許權中所述真的動盪不安，因為克萊本 此前曾在東岸切薩皮克灣中部的根德島上經營過一個貿易站。 它還聲稱，該特許權過於寬泛，因而構成對殖民地臣民自由的侵犯。但在那時，其實幾乎無什馬里蘭人居住。

### 方舟號及鴿子號

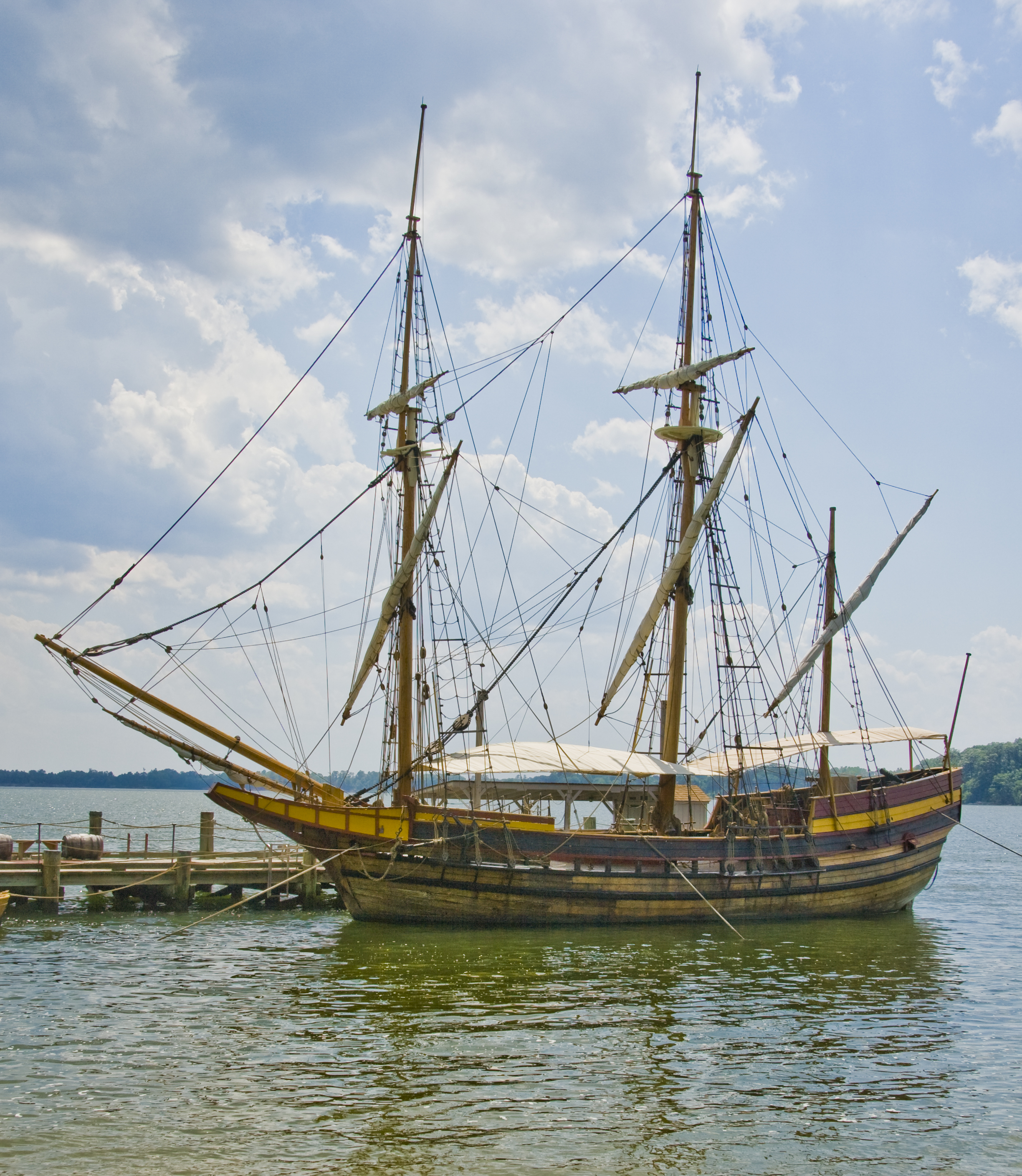
鴿子號的現代重建版本，該船是 1634 年載著定居者前往巴爾的摩男爵在馬里蘭建立第一個定居點的兩艘船之一。

第一次探險使用了兩艘以前屬於巴爾的摩父親佐治的船方舟號和鴿子號鴿子號。   他們從根德郡的格雷夫森德出發，船上有 128 名定居者。他們被英國皇家海軍追趕並被迫返回，令定居者需按照法律要求宣誓效忠國王。之後他們於 1632 年 10 月啟航前往懷特島接載更多的定居者。   在那裡，兩名耶穌會神父（包括安德魯·懷特神父）和近 200 多名定居者登船，然後船隻開始橫渡大西洋。 

巴爾的摩發放了關於殖民地治理的詳細指示。他指示他的兄弟尋找有關試圖阻撓殖民地人士的資料，並聯繫祁邦以確定他對根德島根德島貿易站的意圖。   他還強調了殖民者宗教寬容的重要性，他們中天主教徒和新教徒的人數幾乎一樣。 

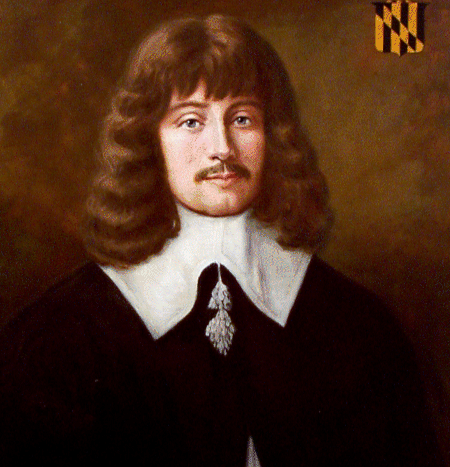
倫納德·卡爾弗特，巴爾的摩勳爵的弟弟，馬里蘭殖民地的第一任總督。

有了這些最終的指示，探險隊橫渡大西洋，穿過查理角（岬角）和亨利角，進入切薩皮克灣和詹士河口入口處稱為漢普頓錨地的大港口和下海灣。在他們的殖民地和首都占士敦與維珍尼亞人會面後，他們繼續沿著海灣向上游到達波托馬克河，然後繼續向上游並於 1634 年 3 月 25 日在白傑士東島（後來稱為聖祁文島）登陸。他們在那裡豎立了一個十字架，並與懷神父一起慶祝了他們的第一次彌撒。幾天后，他們返回下游並於 1634 年 3 月 27 日在聖瑪利市（後來的聖瑪麗縣）建立了第一個定居點，該定居點是從片士卡他華印第安人的一個分支Yaocomico部落購買的土地。 
從英格蘭開始，巴爾的摩試圖處理與王室和政府其他部門的政治關係。懷特島上的商人祁邦抵制新定居點，並針對該地進行了一些小規模海軍衝突。 
儘管卡爾弗特從未去過那裡，他仍試圖密切參與殖民地的治理。在他的長期任期內，他通過代表統治：第一位是他的弟弟倫納德（1606-1647），  而最後一個是查理·卡爾弗特.